# Целулоїд
Целуло́їд (від целюлоза і грец. eidos — вид) — пластик на основі нітрату целюлози (колоксиліну), яка містить пластифікатор (дибутилфталат, рицинову олію або вазелін, синтетичну камфору) та барвник. 

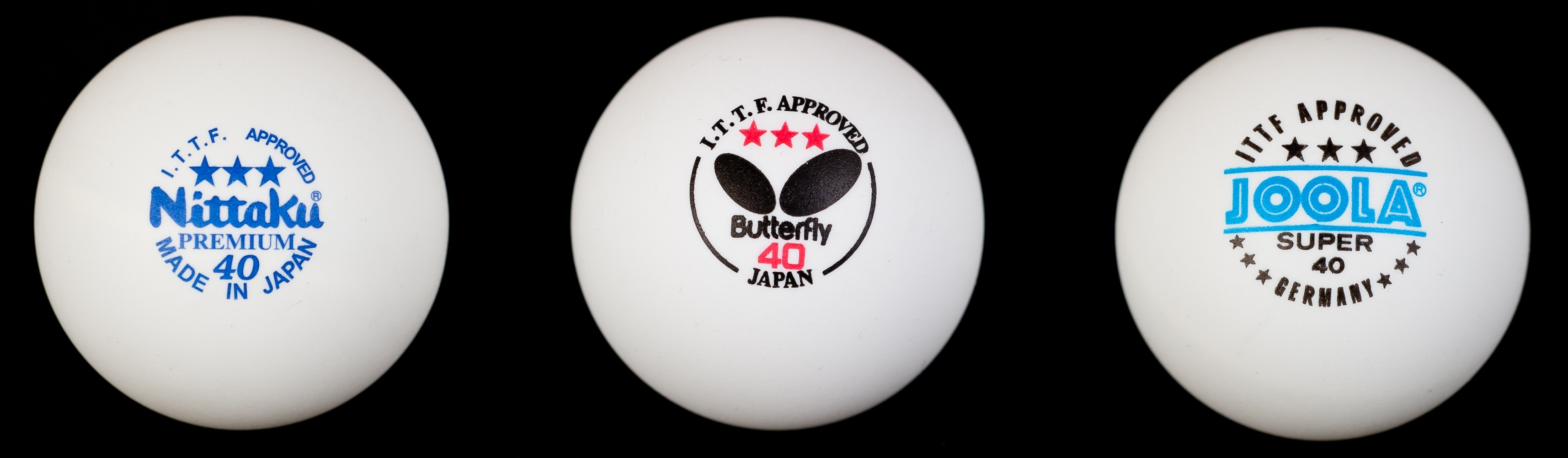
М'ячі для настільного тенісу

Целулоїд переробляють гарячим штампуванням, пресуванням, механічною обробкою. 
Застосовують для виготовлення планшетів, лінійок, різноманітних галантерейних товарів, іграшок та ін. Раніше був незамінним матеріалом для виготовлення м'ячів для настільного тенісу. Суттєвий недолік целулоїду — горючість, внаслідок чого використання його значно скорочується.
У 1889 році був винайдений гнучкий целулоїд, який використовувався для виробництва кіноплівки.

## З історії винаходу целулоїду
У середині 19 століття популярною була гра в більярд. Більярдні кулі виготовляли зі слонової кістки, що робило гру дорогим задоволенням. У 1863 році два американські фабриканти встановлюють премію 10 млн доларів за винайдення речовини, яка могла б замінити слонову кістку у виробництві більярдних куль.
Два брати — Джон та Ісая Гаят з Нью-Джерсі вирішили виграти цей приз і почали експериментувати. Одного разу під час виготовлення куль Джон порізав палець. Відкривши аптечку, він знайшов перекинуту пляшечку з колоїдом. Колоїд розтікся і затвердів. Джон відразу здогадався, що його можна використовувати як клей для закріплення більярдних куль. Коли брати змішали розчин колоїду з камфорою та помістили під прес за підібраної ними оптимальної температури, вони отримали пластик, який годився для виготовлення більярдних куль.
У 1869 р. Джон Веслі Гаят запатентував целулоїд.
У 1870 брати отримали обіцяну премію.